# Burande
Die Burande ist ein Fluss in Frankreich, der im Département Puy-de-Dôme in der Region Auvergne-Rhône-Alpes verläuft. Sie entspringt unter dem Namen Jarrige, an der Westflanke der Monts Dore, im Gemeindegebiet von Chastreix, beim dortigen Skigebiet Chastreix-Sancy, entwässert generell in westlicher Richtung durch den Regionalen Naturpark Volcans d’Auvergne und mündet nach rund 27 Kilometern an der Gemeindegrenze von Singles und Larodde, im Rückstau der Barrage de Bort-les-Orgues, als linker Nebenfluss in die Dordogne, die hier die Grenze zum benachbarten Département Corrèze bildet.

## Orte am Fluss
(Reihenfolge in Fließrichtung)
- Les Gosses, Gemeinde La Tour-d’Auvergne
- La Tour-d’Auvergne
- Pont Vieux, Gemeinde Tauves
- Ribbes, Gemeinde Tauves
- Pérignat, Gemeinde Larodde
- Moulin de Serre, Gemeinde Singles

## Sehenswürdigkeiten
In ihrem Oberlauf bildet die Burande einige sehenswerte Wasserfälle:
- Cascade de Crèvecœur,[4]
- Cascade du Gour des Chevaux[5] und
- Cascade Sainte-Élisabeth.[6]